# Gorbiscape
Gorbiscape  (лат.) — род воронковых пауков из семейства Agelenidae. Европа и Средняя Азия. Назван в честь первого президента СССР М. С. Горбачёва.

## Описание
Среднего размера пауки, длина тела менее 1 см (самцы от 6,2 до 10 мм, самки от 7,8 до 14 мм). Длина головогруди самцов от 3,2 до 4,5 мм, у самок от 3,35 до 5,5 мм. Основная окраска светло-коричневая и серая. Хелицеры с 2 пролатеральными и 3 ретролатеральными зубцами (у близкого рода Agelescape 3–4 ретролатеральных зубца). Самцы отличаются от прочих Agelenini строением гениталий, широким последним члеником педипальп цимбиумом (он в 1,5 раза длиннее своей ширины) с короткой вершиной; у всех других родов соотношение длины и ширины больше чем 1,5 и вершина цимбиума длиннее. Gorbiscape отличается от прочих родов подсемейства Ageleninae, распространённых в Средней Азии колчатостью ног.

## Классификация и этимология
2 вида. Род Gorbiscape был впервые описан в 2020 году арахнологами Алирезой Замани (Alireza Zamani, Тегеран, Иран; Zoological Museum, University of Turku, Турку, Финляндия) и Юрием М. Марусиком (Институт биологических проблем Севера ДВО РАН, Магадан, Россия). Включает виды G. gorbachevi и G. agelenoides (Walckenaer, 1841), который ранее был в составе рода Agelena Walckenaer, 1805.
Родовое название дано в честь 89-летия первого президента СССР М. С. Горбачёва.
- Gorbiscape agelenoides (Walckenaer, 1841) (страны Западного Средиземноморья)[3][4]
- Gorbiscape gorbachevi Zamani & Marusik, 2020 (Таджикистан)